# مباهلة
المباهلة في الإسلام هي الملاعنة، أي الدعاء بنزول اللعنة على الكاذب من المتباهلين المتلاعنين، والبَهلة اللَعنة  والبهل هو اللعن كما جاء في القاموس المحيط وتاج العروس.

## غرض المباهلة
غرض المباهلة إظهار الحق وإزهاق الباطل وإقامة الحجة على من استكبر على الحق. وهي مذكورة في الآية المعروفة باسم آية المباهلة: ﴿فَمَنْ حَاجَّكَ فِيهِ مِنْ بَعْدِ مَا جَاءَكَ مِنَ الْعِلْمِ فَقُلْ تَعَالَوْا نَدْعُ أَبْنَاءَنَا وَأَبْنَاءَكُمْ وَنِسَاءَنَا وَنِسَاءَكُمْ وَأَنْفُسَنَا وَأَنْفُسَكُمْ ثُمَّ نَبْتَهِلْ فَنَجْعَلْ لَعْنَةَ اللَّهِ عَلَى الْكَاذِبِينَ ۝٦١﴾ [آل عمران:61]

### حديث المباهلة
قال السيوطي : « أخرج ابن أبي شيبة وسعيد بن منصور وعبد بن حميد وابن جرير وأبو نعيم عن الشعبي قال : كان أهل نجران أعظم قوم من النصارى قولاً في عيسى بن مريم، فكانوا يجادلون النبي محمداً فيه. فأنزل الله هذه الآيات في سورة آل عمران : ( إن مثل عيسى عند الله ) إلى قوله : ( فنجعل لعنةَ الله على الكاذبين ). فأمر بملاعنتهم، فواعدوه لغدٍ، فغدا النبي ومعه علي والحسن والحسين وفاطمة، فأبوا أن يلاعنوه وصالحوه على الجزية. فقال النبي : لقد أتاني البشير بهلكة أهل نجران حتى الطير على الشجر لو تّموا على الملاعنة » 
عند نزول الوحي بالآية: ﴿فَمَنْ حَاجَّكَ فِيهِ مِنْ بَعْدِ مَا جَاءَكَ مِنَ الْعِلْمِ فَقُلْ تَعَالَوْا نَدْعُ أَبْنَاءَنَا وَأَبْنَاءَكُمْ وَنِسَاءَنَا وَنِسَاءَكُمْ وَأَنْفُسَنَا وَأَنْفُسَكُمْ ثُمَّ نَبْتَهِلْ فَنَجْعَلْ لَعْنَةَ اللَّهِ عَلَى الْكَاذِبِينَ ۝٦١﴾ [آل عمران:61]
وحسب صحيح مسلم و سنن الترمذي ومسند أحمد بن حنبل أخذ النبي محمد معه للقاء نصارى نجران أهل بيته وهم:
1. علي بن أبي طالب
2. فاطمة بنت محمد
3. الحسن بن علي
4. الحسين بن علي.

## سبب النزول
سبب نزول الآية هو قدوم وفد نصارى نجران المدينة ومجادلتهم رسولَ الله حول المسيح عيسى بن مريم. حيث روى البخاري في صحيحه عن حذيفة بن اليمان قوله: «جاء العاقب والسيد صاحبا نجران إلى رسول الله صلى الله عليه وسلم يريدان أن يُلاعناه، فقال أحدُهما لصاحبه: لا تفعل فوالله لئن كان نبياً فلاعنا لا تفلح نحن ولا عقبنا من بعدنا. قالا: إنا نعطيك ما سألتنا وابعث معنا رجلاً أميناً، ولا تبعث معنا إلا أميناً.»
قوله : (أخبرنا إبراهيم بن يزيد) الخوزي بضم المعجمة وبالزاي أبو إسماعيل المكي مولى بني أمية متروك الحديث من السابعة (سمعت محمد بن عباد بن جعفر) هو المخزومي.
قوله : (قام رجل إلى النبي ـ صلى الله عليه وسلم ـ فقال من الحاج) أي الكامل (قال الشعث) بفتح الشين المعجمة وكسر العين المهملة أي المغبر الرأس من عدم الغسل مفرق الشعر من عدم المشط وحاصله تارك الزينة (التفل) بفتح الفوقية وكسر الفاء أي تارك الطيب فيوجد منه رائحة كريهة من تفل الشيء من فيه إذا رمى به متكرها له (فقام رجل آخر فقال أي الحج) أي أعماله أو خصاله بعد أركانه (أفضل) أي أكثر ثوابا (قال العج والثج) بتشديد الجيم فيهما والأول رفع الصوت بالتلبية والثاني سيلان دماء الهدي وقيل دماء الأضاحي. قال الطيبي : ويحتمل أن يكون السؤال عن نفس الحج ويكون المراد ما فيه العج والثج، وقيل على هذا يراد بهما الاستيعاب لأنه ذكر أوله الذي هو الإحرام وآخره الذي هو التحلل بإراقة الدم اقتصارا بالمبدأ والمنتهى عن سائر الأفعال - ص 278 - أي الذي استوعب جميع أعماله من الأركان والمندوبات (فقام رجل آخر فقال ما السبيل) أي المذكور في قوله تعالى : من استطاع إليه سبيلا (قال الزاد والراحلة) أي بحسب ما يليقان بكل أحد والظاهر أن المعتبر هو الوسط بالنسبة إلى حال الحاج.

### آراء العلماء
وقد ذكر الحافظ ابن حجر  في شرح هذا الحديث: «وفيها مشروعية مباهلة المخالف إذا أصر بعد ظهور الحجة، وقد دعا ابن عباس إلى ذلك ثم الأوزاعي، ووقع ذلك لجماعة من العلماء. ومما عُرفَ بالتجربة أن من باهَل وكان مبطلاً لا تمضي عليه سنة من يوم المباهلة، ووَقَعَ لي ذلك مع شخص كان يتعصب لبعض الملاحدة ؛ فلم يقُم بعدها غير شهرين.»
قال الإمام ابن القيم: «إن السنة في مجادلة أهل الباطل إذا قامت عليهم حجة الله، ولم يرجعوا، بل أصروا على العناد، أن يدعوهم إلى المباهلة، وقد أمر الله، بذلك رسوله صلى الله عليه وسلم، ولم يقُل : إن ذلك ليس لأمتك من بعدك. ودعا إليها ابنُ عمه عبد الله بن عباس، من أنكر عليه بعض مسائل الفروع، ولم يُنكر عليه الصحابة، ودعا إليه الأوزاعي سفيان الثوري في مسألة رفع اليدين، ولم يُنكَر عليه ذلك، وهذا من تمام الحجة» 
فمشروعية المباهلة ليست خاصة بالنبي، بل هي للأمة، ومما يدخل في ما أُمرنا بالتأسي به فيه من أمور الدين. فمباهلة أهل الباطل أمر مشروع، غير أنه لا يُصار إليه إلا مع الجزم بصحة ما عليه المباهل وصدقه فيه، وترتب مصلحة شرعية على المباهلة كإقامة الحجة، وليس لأمر من أمور الدنيا.
و نظراً لخطورة الدعوة إلى المباهلة أو قبول الدعوة إليها فالأولى عدم التوسع في هذا الباب، والاحتراز مما قد يترتب على المباهلة من مفاسد كتعلق العوام بأحد المتباهلين، أو إظهار باطل لم يكن ليظهر لولاها، أو إصابة المباهل الصادق بالرياء أو غير ذلك من المفاسد.
جاء في شرح قصيدة ابن القيم 1/37 : « وأما حكم المباهلة فقد كتب بعض العلماء رسالة في شروطها المستنبطة من الكتاب والسنة والآثار وكلام الأئمة، وحاصل كلامه فيها أنها لا تجوز إلا في أمر مهم شرعاً وقَع فيه اشتباه وعناد لا يتيسر دفعه إلا بالمباهلة، فيُشتَرط كونها بعد إقامة الحجة والسعي في إزالة الشبه وتقديم النصح والإنذار وعدم نفع ذلك ومساس الضرورة إليها»

## عند الشيعة
المباهلة هي أن يدعو الإنسان ويطلب من الله سبحانه وتعالى أن يترك شخصاً بحاله وان يوكله إلى نفسه، «معنى المباهلة: أن يدعو الإنسان ويطلب من الله سبحانه وتعالى أن يترك شخصاً بحاله، وأنْ يوكله إلى نفسه، وعلى ضوء كلام علي بن أبي طالب أن يطلب من الله سبحانه وتعالى أن يكون هذا الشخص أبغض الخلائق إليه، وأيّ لعن فوق هذا، وأيّ دعاء على أحد أكثر من هذا ؟، لذا عندما نرجع إلى معنى كلمة اللعن في اللغة نراها بمعنى الطرد، الطرد بسخط، والحرمان من الرحمة، فعندما تلعن شخصاً ـ أي تطلب من الله سبحانه وتعالى أن لا يرحمه ـ تطلب من الله أن يكون أبغض الخلائق إليه، فالمعنى في القاموس وشرحه أيضاً صحيح، إلاّ أنّ المعنى في مفردات الراغب أدق، فهذا معنى المباهلة».

### صيغة المباهلة عند الشيعة الإمامية
اللهم رب السماوات السبع ورب الأرضين السبع، عالم الغيب والشهادة الرحمن الرحيم، إن كان (ثم يذكر الشخص اسمه) جحد حقا وادعى باطلا فأنزل عليه حسبانا من السماء أو عذابا أليما، وإن كان فلان (ثم يذكر اسم الشخص الذي يريد مباهلته) جحد حقا أو ادعى باطلا فأنزل عليه حسبانا من السماء أو عذابا أليما.

### أحكام المباهلة عند الشيعة الإمامية
- باب استحباب مباهلة العدو والخصم، وكيفيتها، واستحباب الصوم قبلها، والغسل لها، وتكرارها سبعين مرة
  - «عن أبي عبد الله قال: قلت له: إنا نكلم الناس فنحتج عليهم ـ إلى أن قال ـ فقال لي: إذا كان ذلك فادعهم إلى المباهلة، قلت: فكيف أصنع؟ قال: أصلح نفسك ثلاثا، وأظنه قال: وصم واغتسل، وابرز أنت وهو إلى الجبان (الجبان بالضم والتشديد: الصحراء)، فشبك أصابعك من يدك اليمنى في أصابعه، ثم أنصفه وابدأ بنفسك، وقل: اللهم رب السماوات السبع ورب الأرضين السبع، عالم الغيب والشهادة الرحمن الرحيم، إن كان أبو مسروق جحد حقا وادعى باطلا فأنزل عليه حسبانا من السماء أو عذابا أليما، ثم رد الدعوة عليه فقل: وإن كان فلان جحد حقا أو ادعى باطلا فأنزل عليه حسبانا (الحسبان بالضم: العذاب والعلاء) من السماء أو عذابا أليما، ثم قال لي: فانك لا تلبث أن ترى ذلك فيه، فوالله ما وجدت خلقا يجيبني إليه[12]»،.
  - «عن أبي عبد الله في المباهلة قال: تشبك أصابعك في أصابعه، ثم تقول: اللهم إن كان فلان جحد حقا وأقر بباطل فاصبه بحسبان من السماء أو بعذاب من عندك، وتلاعنه سبعين مرة[11]».
  - «إذا جحد الرجل الحق فإن أراد أن يلاعنه قال: اللهم رب السماوات السبع والأرضين السبع، ورب العرش العظيم، إن كان فلان جحد الحق وكفر به فأنزل عليه حسبانا من السماء، أو عذابا أليما[11]».
- باب استحباب كون المباهله بين طلوع الفجر وطلوع الشمس عند الشيعة الإمامية
  - «عن أبي جعفر قال: الساعة التي تباهل فيها ما بين طلوع الفجر إلى طلوع الشمس[13]».

## وصلات خارجية
- سايت المباهله في الفارسي